# Kabinet-Camelia-Römer
Het kabinet met Suzy Camelia-Römer als minister-president was van 1998 tot 1999 het 20ste kabinet van de Nederlandse Antillen. Het kabinet werd op 8 november 1999 opgevolgd door het kabinet-Pourier III.
Het kabinet was een coalitie van drie Curaçaose partijen; de christendemocratische PNP van Camelia-Römer, de arbeiderspartij FOL van Anthony Godett en de vakbondspartij PLKP van Errol Cova. Verder namen de DP van Sint Maarten, de PDB van Bonaire, de SEA van Sint-Eustatius en de WIPM van Saba deel aan de coalitie. Het kabinet had een meerderheid van 13 van de in totaal 22 zetels in de Staten.